# Colombia en los Juegos Olímpicos de la Juventud 2018
Colombia compitió en los Juegos Olímpicos de la Juventud de Buenos Aires 2018, celebrados entre el 6 y el 18 de octubre de 2018. Su delegación estuvo compuesta por 53 atletas en 15 modalidades. El clavadista Daniel Restrepo García fue el encargado de portar de la bandera de la delegación.

## Medallero
Las medallas otorgadas a los participantes de los equipos mixtos están representadas en cursiva. Estas medallas no se cuentan para el recuento individual del Comité. 
| Medalla           | Nombre                                               | Deporte                | Evento                    | Fecha         |
| ----------------- | ---------------------------------------------------- | ---------------------- | ------------------------- | ------------- |
| Medalla de oro    | Jhony Angulo                                         | Patinaje de velocidad  | Combinada                 | 8 de octubre  |
| Medalla de oro    | Gabriela Rueda                                       | Patinaje de velocidad  | Combinada                 | 8 de octubre  |
| Medalla de oro    | Daniel Restrepo García                               | Clavados               | 3 m trampolín             | 14 de octubre |
| Medalla de oro    | Valeria Cabezas Caracas                              | Atletismo              | 400 m obstáculos femenino | 16 de octubre |
| Medalla de oro    | Daniel Restrepo García                               | Clavados               | Mixto                     | 17 de octubre |
| Medalla de plata  | Yineth Milena Santoya Ortiz                          | Levantamiento de pesas | 48 kg femenino            | 8 de octubre  |
| Medalla de plata  | Kely Valentina Junkar Acero                          | Levantamiento de pesas | 53 kg femenino            | 9 de octubre  |
| Medalla de plata  | Juan Montealegre                                     | Judo                   | Mixto                     | 10 de octubre |
| Medalla de plata  | María Camila Osorio Serrano Nicolás Mejía            | Tenis                  | Dobles mixto              | 14 de octubre |
| Medalla de bronce | Gabriela Bollé Carrillo Juan Camilo Ramírez Valencia | Ciclismo               | BMX                       | 7 de octubre  |
| Medalla de bronce | Estiven José Villar Manjarrés                        | Levantamiento de pesas | 62 kg masculino           | 8 de octubre  |
| Medalla de bronce | María Camila Osorio Serrano                          | Tenis                  | Singles femenino          | 13 de octubre |

| Presea        | Medalla de oro | Medalla de plata | Medalla de bronce | Total |
| ------------- | -------------- | ---------------- | ----------------- | ----- |
| Total OFICIAL | 4              | 3                | 3                 | 10    |

## Disciplinas

### Atletismo
| Femenino                        | Femenino         | Serie 1 | Serie 1 | Serie 2 | Serie 2 | Lugar          |
| Atleta                          | Evento           | Tiempo  | Lugar   | Tiempo  | Lugar   | Lugar          |
| ------------------------------- | ---------------- | ------- | ------- | ------- | ------- | -------------- |
| Shary Vallecilla                | 100 m            | 12.34   | 11      | 11.91   | 13      | 11             |
| Angie Saray Gonzalez Echevarria | 200 m            | 24.67   | 7       | 24.05   | 7       | 7              |
| Daniela Mena                    | 100 m con vallas | DNS     | DNS     | DNS     | DNS     |                |
| Valeria Cabezas Caracas         | 400 m con vallas | 59.19   | 1       | 58.39   | 1       | Medalla de oro |
| Masculino                       |                  |         |         |         |         |                |
| Sebastian Canchila              | 200 m            | 22.59   | 7       | 21.89   | 7       | 7              |

| Atleta                 | Evento                        | Clasificación   | Clasificación | Final           | Final | Lugar |
| Atleta                 | Evento                        | Longitud/Altura | Lugar         | Longitud/Altura | Lugar | Lugar |
| Karen Bedoya           | Salto con pértiga             | 3.55            | 10            | 3.52            | 13    | 11    |
| Carolina Ulloa         | Lanzamiento de martillo 3 kg  | 63.94           | 6             | NM              | 16    | 15    |
| Luceris Suárez         | Lanzamiento de jabalina 500 g | 45.21           | 13            | 44.87           | 12    | 12    |
| Manuel Jeremias Cuesta | Triple salto                  | 14.89           | 12            | 14.36           | 13    | 14    |
| Luis Alberto Ochoa     | Lanzamiento de martillo 5 kg  | 65.42           | 13            | 68.59           | 10    | 11    |
| Christian Rojas        | 5000 m marcha                 | 22:18.17        | 14            | 22:30.52        | 9     | 9     |

### Ciclismo
Colombia calificó a un equipo combinado de mujeres en base a su clasificación en el Ranking Nacional de los Juegos Olímpicos Juveniles. También clasificó un equipo mixto de BMX de carreras basado en su clasificación en el Ranking Nacional de los Juegos Olímpicos Juveniles de BMX y dos atletas en BMX freestyle basado en su desempeño en el Campeonato Mundial de Ciclismo Urbano de 2018.
| Atleta                        | Evento                                                              |
| ----------------------------- | ------------------------------------------------------------------- |
| Sebastian Martinez            | BMX Freestyle Park por equipos mixtos BMX Racing por equipos mixtos |
| Estefanya Echeverry           | BMX Freestyle Park por equipos mixtos BMX Racing por equipos mixtos |
| Juan Camilo Ramirez Valencia  | BMX Racing por equipos mixtos                                       |
| Gabriela Bolle Carrillo       | BMX Racing por equipos mixtos                                       |
| Erika Botero                  | Prueba combinada mujeres                                            |
| Angie Lara                    | Prueba combinada mujeres                                            |
| Nicolás David Gómez Jaramillo | Prueba combinada hombres                                            |
| Álex Zapata                   | Prueba combinada hombres                                            |

### Gimnasia/ Gimnasia Rítmica
Colombia calificó a una gimnasta por su desempeño en el Campeonato Junior Americano de 2018.
| Atleta          | Evento                                |
| --------------- | ------------------------------------- |
| Jennifer Rivera | Prueba multidisciplinaria por equipos |
| Jennifer Rivera | Competencia múltiple individual       |

### Judo
| Atleta                        | Evento         |
| ----------------------------- | -------------- |
| PENCUE Nikol                  | -63 kg mujeres |
| MONTEALEGRE Juan              | -55 kg hombres |
| PENCUE Nikol MONTEALEGRE Juan | Equipo mixto   |

### Levantamiento de pesas
Colombia clasificó a tres atletas, un masculino y dos femeninos, por su desempeño en los Campeonatos Mundiales Juveniles de 2017.
| Atleta                        | Evento        | Arranque (kg.) | Arranque (kg.) | Envión (kg.) | Envión (kg.) | Total | Puesto            |
| Atleta                        | Evento        | Resultado      | Puesto         | Resultado    | Puesto       | Total | Puesto            |
| ----------------------------- | ------------- | -------------- | -------------- | ------------ | ------------ | ----- | ----------------- |
| Yineth Milena Santoya Ortiz   | 48 kg mujeres | 76             | 1              | 86           | 2            | 162   | Medalla de plata  |
| Kely Valentina Junkar Acero   | 53 kg mujeres | 78             | 1              | 98           | 2            | 176   | Medalla de plata  |
| Estiven Jose Villar Manjarres | 62 kg hombres | 115            | 3              | 145          | 2            | 260   | Medalla de bronce |

### Lucha
| Atleta                       | Evento                           |
| ---------------------------- | -------------------------------- |
| CALLE PEREZ Brandon          | Grecorromana hasta 71 kg hombres |
| ZULUAGA CUEVAS Diego Armando | Estilo libre hasta 48 kg hombres |

### Natación
| Atleta                        | Evento                                  |
| ----------------------------- | --------------------------------------- |
| ROMAN MANTILLA Maria Clara    | 800 m estilo libre mujeres              |
| ROMAN MANTILLA Maria Clara    | 200 m mariposa mujeres                  |
| BECERRA QUINTANILLA Valentina | 50 m mariposa mujeres                   |
| BECERRA QUINTANILLA Valentina | 100 m mariposa mujeres                  |
| MORALES RESTREPO Juan Manuel  | 200 m estilo libre hombres              |
| RINCON VELASCO Anthony        | 50 m espalda hombres                    |
| RINCON VELASCO Anthony        | 200 m espalda hombres                   |
| ROMAN MANTILLA Maria Clara    | Relevo 4 × 100 m combinado equipo mixto |
| BECERRA QUINTANILLA Valentina | Relevo 4 × 100 m combinado equipo mixto |
| MORALES RESTREPO Juan Manuel  | Relevo 4 × 100 m combinado equipo mixto |
| RINCON VELASCO Anthony        | Relevo 4 × 100 m combinado equipo mixto |

### Patinaje de velocidad sobre ruedas
Colombia clasificó a dos patinadores basado en su desempeño en el Campeonato Mundial de Patinaje sobre Ruedas de 2018.
| Atleta                      | Evento                   | 500 m Sprint | 500 m Sprint | 1000 m Sprint | 1000 m Sprint | 5000 m Eliminación | 5000 m Eliminación | Puntos | Lugar          |
| Atleta                      | Evento                   | Puntos       | Lugar        | Puntos        | Lugar         | Puntos             | Lugar              | Puntos | Lugar          |
| --------------------------- | ------------------------ | ------------ | ------------ | ------------- | ------------- | ------------------ | ------------------ | ------ | -------------- |
| Jhony Andrés Angulo Reina   | Prueba combinada hombres | 12           | 3            | 14            | 1             | 13                 | 2                  | 39     | Medalla de oro |
| Gabriela Isabel Rueda Rueda | Prueba combinada mujeres | 14           | 1            | 14            | 1             | 14                 | 1                  | 42     | Medalla de oro |

### Rugby
Colombia clasificó a su equipo nacional femenino en marzo de 2018.
- Equipo - 12 participantes.

### Saltos
| Atleta                 | Evento                  | Preliminares | Preliminares | Final  | Final | Lugar          |
| Atleta                 | Evento                  | Puntos       | Lugar        | Puntos | Lugar | Lugar          |
| ---------------------- | ----------------------- | ------------ | ------------ | ------ | ----- | -------------- |
| Daniel Restrepo Garcia | Trampolín 3 m hombres   | 511.95       | 6            | 576.05 | 1     | Medalla de oro |
| Daniel Restrepo Garcia | Plataforma 10 m hombres | 454.95       | 7            | 370.85 | 12    | 12             |

### Taekwondo
| Atleta                  | Evento         |
| ----------------------- | -------------- |
| AYALA TAMI Laura Camila | +63 kg mujeres |

### Tenis
| Atleta                      | Evento             |
| --------------------------- | ------------------ |
| Nicolas Mejia               | Individual hombres |
| OSORIO SERRANO Maria Camila | Individual mujeres |
| MEJIA Nicolas               | Dobles hombres     |
| OSORIO SERRANO Maria Camila | Dobles mujeres     |
| MEJIA Nicolas               | Dobles mixtos      |
| OSORIO SERRANO Maria Camila | Dobles mixtos      |

### Tiro con Arco
Colombia clasificó a un atleta por su desempeño en las clasificatorias a los Juegos Olímpicos de la Juventud de 2018.
| Atleta       | Evento                                          | Clasificación | Clasificación | 16avos de final                    | 8avos de final               | Semifinales  | Final / MB   | Final / MB |
| Atleta       | Evento                                          | Puntaje       | Posición      | Rival Puntos                       | Rival Puntos                 | Rival Puntos | Rival Puntos | Puesto     |
| ------------ | ----------------------------------------------- | ------------- | ------------- | ---------------------------------- | ---------------------------- | ------------ | ------------ | ---------- |
| David Cadena | Prueba recurvo individual hombres               | 667           | 13            | (CIV) Eyeni F W 126-117            | (MEX) Vaca Cordero C L 77-85 | Eliminado    | Eliminado    | Eliminado  |
| David Cadena | Equipo mixto internacional (IRI) Sogand Rahmani | 1298          | 21            | (MYA / TUR) Hnin P - Ak S L 96-109 | Eliminado                    | Eliminado    | Eliminado    | Eliminado  |

### Tiro
Colombia clasificó a un tirador basado en su rendimiento en el Torneo Americano de Clasificación.
| Atleta             | Evento                                                     |
| ------------------ | ---------------------------------------------------------- |
| RUEDA VARGAS Juana | Pistola de aire comprimido 10 m mujeres                    |
| RUEDA VARGAS Juana | Pistola de aire comprimido 10 m equipo mixto internacional |

### Triatlón
| Atleta                         | Evento                      | Natación | Trans 1 | Ciclismo | Trans 2 | Carrera a pie | Tiempo total | Ranking |
| ------------------------------ | --------------------------- | -------- | ------- | -------- | ------- | ------------- | ------------ | ------- |
| María Fernanda Barbosa Sánchez | Mujeres                     | 10.47    | 0.45    | 33.04    | 0.32    | 19.18         | 1:04:26      | 24      |
| Cristian Andrés Triana Pena    | Hombres                     | 9.47     | 0.26    | 27.30    | 0.28    | 17.17         | 55:28        | 11      |
| María Fernanda Barbosa Sánchez | Relevos Mixtos (Américas 3) | 4:56     | 0:40    | 9:44     | 0:30    | 6:22          | 44:49        | 9       |
| Cristian Andrés Triana Pena    | Relevos Mixtos (Américas 2) | 11:17    | 0.30    | 11.37    | 0.38    | 7:21          | 1:09:08      | 9       |